# Renaud Icard
Pour les articles homonymes, voir Icard.
Renaud Icard, né le 13 mai 1886 à Vaulx-Milieu (Isère) et mort à Caluire-et-Cuire (Rhône) le 26 mars 1971, est un écrivain, sculpteur et galeriste français.

## Biographie
Fils du sous-préfet Jean-Baptiste Icard (1859-1941), originaire de Hyères, Renaud Icard est né à Vaulx-Milieu (Isère), dans la  propriété Troiseaux de sa grand-mère Couder-Fargaly (actuellement connue sous le nom de château Blanchon) le 13 mai 1886.
Entré dans la bourgeoisie lyonnaise par son mariage avec Marguerite Chaîne, fille de Léon Chaîne (1851-1941), avoué notoirement connu à Lyon par ses prises de positions dreyfusardes lors de l'affaire Dreyfus, Renaud Icard, qui avait fait des études de droit, s'oriente vers une carrière artistique plutôt que de s'inscrire dans la ligne professionnelle de sa belle-famille. Il  se tourne vers la littérature et mène une activité d'écrivain entre les deux guerres.
Il ouvre après la crise de 1930 une galerie d'art à Lyon, L’Art français, et devient antiquaire. 
Il entre en correspondance avec de nombreux écrivains : Henry de Montherlant, Antonin Artaud, Juliette Adam, Max Jacob, Roger Martin du Gard, Jules Supervielle, Francis Carco, Paul Claudel, Jacques Copeau, Charles Dullin, Jean Paulhan, et il compte André Gide, Jean Cocteau, Colette Yver et Gaston Goor parmi ses amis ; ce dernier illustrera notamment son livre Mon page.
Il crée le Salon des jeunes, destiné à exposer les œuvres de jeunes artistes.
Il imagine de créer à Hyères un Centre théâtral et artistique inter-méditerranéen. De même il crée une maquette de La Porte des deux mondes, monument destiné à symboliser au confluent du Rhône et de la Saône la rencontre de l'Orient et de l'Occident.
En 1937, dans sa pièce de théâtre Hors Jeu, Renaud Icard, très en avance sur les mœurs de son temps, expose le thème de l'homoparentalité. Vers la fin de sa vie, il devient sculpteur, sans obtenir la notoriété qu'il souhaitait.
Avec Marguerite Chaîne, Renaud Icard a quatre enfants. Mais son orientation sexuelle ultérieurement avérée lui vaut l'opprobre de ses concitoyens, y compris dans sa belle-famille. Son petit-fils et exécuteur testamentaire, Jean-Loup Salètes, rendit publique la correspondance et les photographies personnelles de Renaud Icard, prouvant ainsi sa double vie et son attirance pour les garçons.
Renaud Icard meurt le 26 mars 1971 dans sa propriété de Caluire, Tour Ali, ainsi nommée par son créateur, son grand-oncle Jean-Pierre Couder, en hommage à son propre beau-frère Jean-Renaud Fargaly, fils d'un soldat copte (Légion d'honneur) ramené d'Égypte par Bonaparte.

## Publications
Source
- Le Conseil d’aimer, Emm. Vitte, s.d. [1908].
- Éclaircissements sur les aveugles, Stock, 1916.
- Prière pendant la bataille, Rey, 1918.
- Contes de mon antiquaire, Libr. des Annales politiques et littéraires, s.d. [vers 1919].
- Le Livre d’amour, Impr. des Deux Colines, Audin et Cie, 1922.
- Les dix filles à marier, Albin Michel, 1924.
- Manuel pratique de camping et auto-camping familial, Éditions Chiron, 1928.
- Calvaire de roses, La Renaissance du Livre, 1929.
- Théâtre inédit, Cahiers du Sud, 1941.
- Diable est mort, Éditions Colbert, 1945.
- Olmetta ou l’Amour et l’Ange, Impr. Wolf, 1946. Réédition commentée, enrichie de chapitres supprimés dans l’édition de 1946, Paris, Quintes-feuilles, 2013.
- Images de mon Oratoire, Henri Lefebvre, 1961.
- La Psyché.
- Message pour l’Irène, Audin, s.d. [1967].
- Paraphrases antiques et bibliques, Audin, s.d. [1967].
- Théâtre : L’Honorable Voyage d’Œdipe, Chaperon rouge, La Mort de Pâris, Job, Hors-Jeu, Grand Large, La Grenouille, Audin, s.d. [1967].
- L'Album des Nus masculins, avec une correspondance entre Rudolf Lehnert et Renaud Icard, Éditions Nicole Canet, 2008.
- Mon Page, avant-propos d'Yvon Taillandier, préface de Jean-Loup Salètes, illustrations de Gaston Goor, postface de Jean-Claude Féray, Quintes-feuilles, 2009, 196 p.